# Троица (Пермский край)

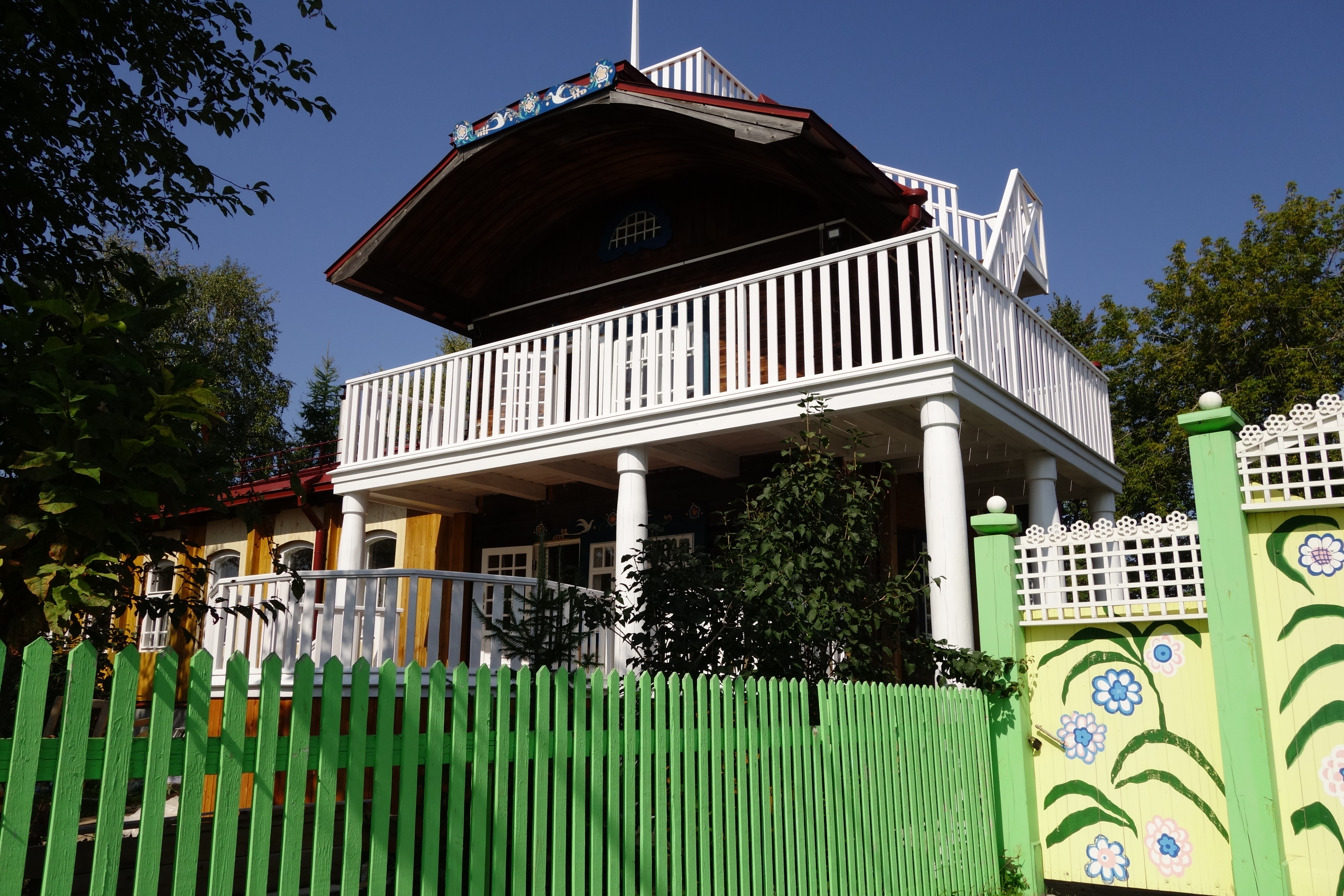
Дом, в котором жил поэт В. В. Каменский

Троица — село в Сылвенском сельском поселении Пермского района Пермского края.

## История
Основано в 1570 году как Сылвенский острожек.

## Экономика
Отделение Сылвенской птицефабрики.

## Инфраструктура
В Троице имеется Свято-Тройцкая церковь, дом-музей поэта Василия Каменского и 2 кладбища.

## Население
| 2010 |
| ---- |
| 385  |